# Arthur Szyk
Arthur Szyk (16 juin 1894 – 13 septembre 1951) est un dessinateur, illustrateur de livres et caricaturiste. Né dans une famille juive à Łódź, dans la partie de la Pologne sous administration russe au XIXe siècle, il s'est toujours considéré comme juif et polonais. À partir de 1921, il vit et travaille essentiellement en France et en Pologne, puis émigre au Royaume-Uni en 1937, avant de s'établir définitivement aux États-Unis en 1940 ; il y reçoit la nationalité américaine en 1948.
Arthur Szyk devint un artiste et illustrateur renommé dès l'entre-deux-guerres – ses œuvres étaient exposées et publiées non seulement en Pologne, mais aussi en France, au Royaume-Uni, en Israël et aux États-Unis. Cependant, ce sont ses caricatures de guerre qui le rendront vraiment populaire ; après le début de la Seconde Guerre mondiale, il y représente les leaders de l'Axe – principalement Adolf Hitler, Benito Mussolini et l'empereur Hirohito. Après la guerre, il continue à se consacrer à des questions politiques, soutenant en particulier la création de l'État d'Israël.
Le travail de Szyk se caractérise par son contenu social et politique, et par son rejet du modernisme graphique, revenant aux traditions picturales du Moyen Âge et de la Renaissance, et se référant tout particulièrement aux manuscrits enluminés de ces époques. Contrairement à la plupart des caricaturistes, Szyk s'est toujours préoccupé des détails et des effets de couleur dans son travail.

## Jeunesse

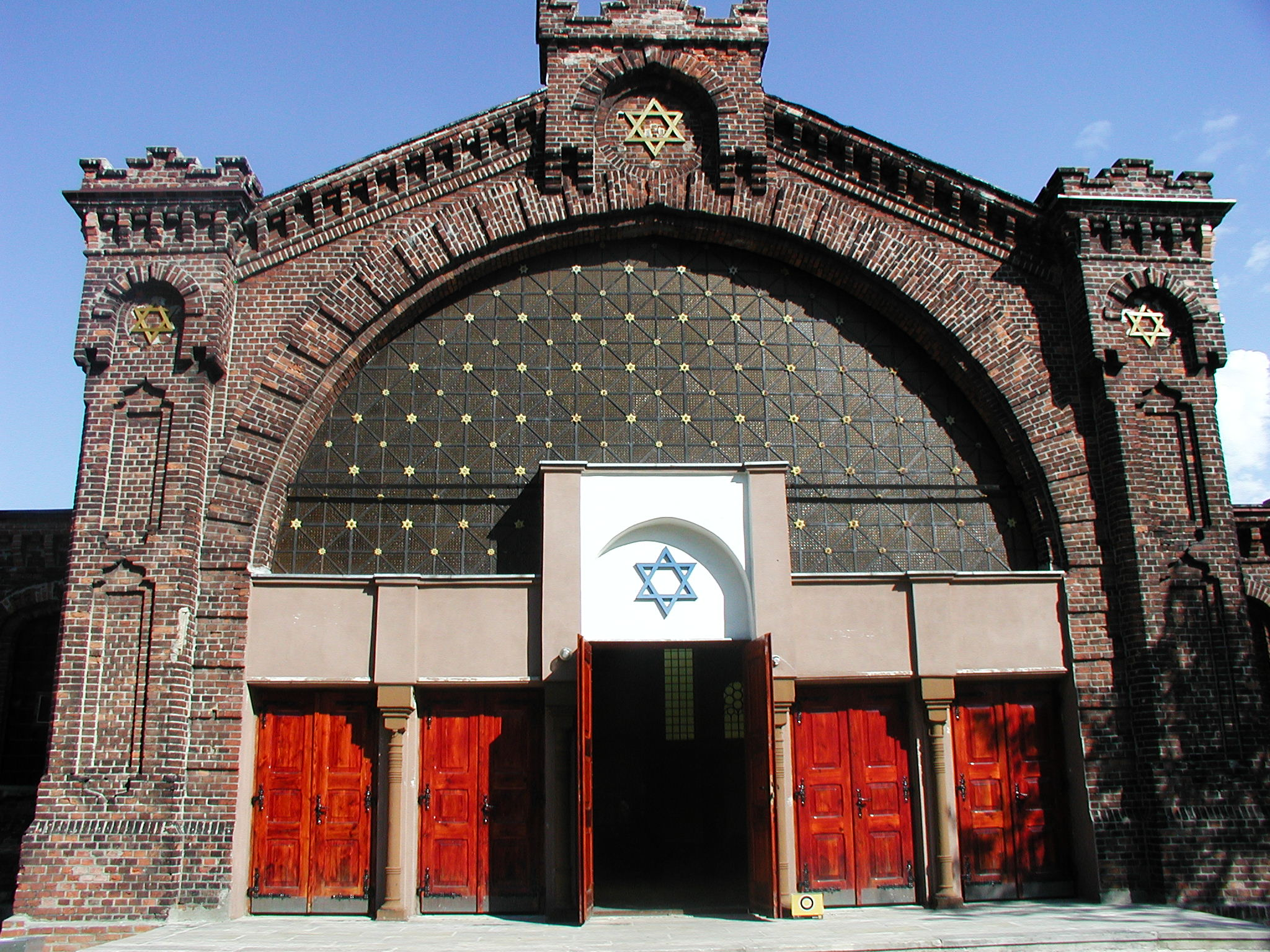
Maison funéraire dans le cimetière juif de Łódź

Arthur Szyk (prononciation : [ʃik]), fils de Solomon Szyk et de son épouse Eugenia, est né à Łódź, dans la Pologne sous administration russe, le 16 juin 1894. Sa famille appartenait à la bourgeoisie juive aisée ; Solomon Szyk était directeur d'une usine textile. En juin 1905, durant l'insurrection de Łódź (en), Solomon perd la vue après qu'un de ses ouvriers lui a jeté de l'acide au visage.
Le jeune Arthur montre des talents artistiques dès son plus jeune âge ; à six ans, il dessine la révolte des Boxers en Chine. Bien que sa famille ait été culturellement assimilée, et ne pratiquait plus le judaïsme orthodoxe, Arthur aime également dessiner des scènes tirées de la Bible hébraïque. Ce talent amène son père, suivant l'avis de ses professeurs, à l'envoyer à Paris en 1909 étudier à l'Académie Julian. Bien qu'il ait été mis en contact à Paris avec tous les courants modernes, il reste un traditionaliste, particulièrement marqué par l'art médiéval de l'enluminure, qui devait considérablement influencer ses travaux ultérieurs.
Étudiant à Paris, Szyk reste étroitement en contact avec la vie sociale et politique de Łódź. Entre 1912 et 1914, il fait publier à Łódź, dans le magazine satiirque Śmiech, de nombreux dessins et caricatures sur des thèmes politiques contemporains.
Szyk revient en Pologne en 1913 et continue ses études sous la direction de Théodor Axentowicz à l'Académie des beaux-arts de Cracovie, ville qui était alors sous administration autrichienne. Il commence à cette époque à participer activement à la vie culturelle de Cracovie et de Łódź, désignant par exemple des décors pour le cabaret Bi Ba Bo de Łódź. Ses engagements politiques et nationalistes s'approfondissent : Szyk se considérait comme un patriote polonais, mais était également fier d'être juif et s'opposera souvent à l'antisémitisme dans ses dessins. Au début de 1914, Szyk et un groupe d'autres dessinateurs et écrivains juifs polonais visitent la Palestine au cours d'un voyage organisé par la société pour la culture juive Hazamir (rossignol en hébreu) ; ils y observent les efforts des colons juifs en vue de la création d'un futur État.
Ce voyage est interrompu par le début de la Première Guerre mondiale. Szyk, qui était sujet russe, doit quitter la Palestine (qui appartenait à l'empire ottoman à cette époque) en août 1914. Il est incorporé dans l'armée russe, et combat à la bataille de Łódź en novembre et décembre 1914 ; mais au début de 1915, il réussit à déserter et passe le reste de la guerre dans sa ville natale. Il avait profité de cette période pour dessiner des soldats russes ; il publie ces dessins sous forme de cartes postales en 1915.
Le 14 septembre 1916, Arthur Szyk épouse Julia Liekerman. Leur fils George nait l'année suivante, et leur fille Alexandra en 1922.

## L'entre-deux guerres

### En Pologne

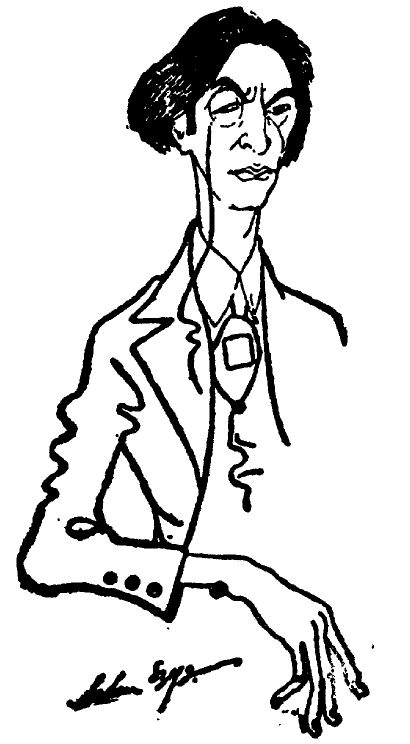
Caricature de par Arthur Szyk

Après que la Pologne est redevenue indépendante en 1918, Szyk développe pleinement ses activités artistiques, les combinant avec son engagement politique. En 1919, influencé par les évènements de la révolution allemande, il publie, avec le poète Julian Tuwim, le premier livre politique qu'il ait illustré : Rewolucja w Niemczech (Révolution en Allemagne), satire des Allemands qui, même pour déclencher une révolution, auraient eu besoin de la permission du Kaiser et de l'armée. La même année, Szyk doit à nouveau prendre part à la guerre, cette fois durant la guerre soviéto-polonaise (1919–1920), durant laquelle il sert comme officier de cavalerie, mais surtout comme directeur artistique des services de propagande de l'armée polonaise à Łódź,.

### Szyk en France
En 1921, Arthur Szyk et sa famille se déplacent à Paris ; ils y resteront jusqu'en 1937. Ce séjour est marqué par une avancée dans l'aspect formel du travail de Szyk. Les illustrations des livres sur lesquels il avait travaillé auparavant étaient de simples dessins à la plume et à l'encre (Szyk avait illustré six livres avant 1925, y compris trois publiés en Yiddish), mais les illustrations des livres publiés à Paris sont en couleur, et portent le style si personnel des œuvres ultérieurs de l'artiste. Le premier de ces livres est le  Livre d'Esther (1925), suivi, en 1926, par La Tentation de saint Antoine de Flaubert, par un roman de Pierre Benoit, Le puits de Jacob, en 1927, etc. Ces illustrations, caractérisées par une grande richesse de couleurs et de détails, se réfèrent délibérément à la tradition médiévale de l'enluminure, mais Szyk y mêle souvent des éléments contemporains ou des autoportraits. La seule exception est l'illustration d'une collection d'anecdotes juives en deux volumes, Le juif qui rit (1926/27), pour lequel Szyk revint à de simples dessins en noir et blanc (ce livre, un de ses ouvrages les plus connus, fut paradoxalement critiqué comme reproduisant des stéréotypes antisémites).
La réputation de Szyk bénéficie à cette époque d'expositions organisées par les Galeries Auguste Decour (la première ayant lieu dès 1922). Des dessins de Szyk sont ainsi achetés par Anatole de Monzie (le ministre de l'Instruction publique et des Beaux-Arts) et par l'homme d'affaires new-yorkais Harry Glemby.
Après son arrivée à Paris, Szyk voyage beaucoup (principalement pour des raisons artistiques). En 1922, il passe plusieurs semaines au Maroc (alors protectorat français), où il fait le portrait du pasha de Marrakech ; il recevra l'ordre des Palmes académiques du gouvernement français pour ce travail. En 1931, il est invité au siège de la Société des Nations à Genève, dont on lui demande d'illustrer les statuts. Szyk illustrera quelques pages, mais ne finira pas ce travail, à la suite de sa déception devant la politique de l'organisation durant les années 1930.

### Charte de Kalisz.Washington et son temps
Durant son séjour en France, Szyk ne perd pas le contact avec la Pologne. Il y retourne fréquemment, y illustre des livres et y présente des expositions. À la fin des années 1920, son principal travail est l'illustration de la Charte de Kalisz, une charte de libertés accordée aux juifs par Boleslas le Pieux, duc de la Grande-Pologne, en 1264. Entre 1926 et 1928, il crée un riche environnement graphique des 45 pages de la Charte, montrant la contribution des juifs à la société polonaise, incluant leur participation à la lutte pour l'indépendance de la Pologne, par exemple durant l'insurrection de janvier, ou leur participation aux légions polonaises commandées par Józef Piłsudski, auquel Szyk dédiera également son travail. La Charte de Kalisz est publiée à Munich en 1932, mais était déjà populaire, des cartes postales en reproduisant les illustrations ayant été publiées à Cracovie vers 1927 ; elle avait été exposée à Varsovie, Łódź et Kalisz en 1929, et une exposition itinérante dans 14 villes de Pologne a lieu entre 1932 et 1933. En récompense de son travail, Arthur Szyk est décoré de la croix du Mérite (en or) par le gouvernement polonais,.
Une autre grande série historique créée par Szyk est Washington and his Times (Washington et son temps), qu'il commence à Paris en 1930. Cette série, comportant 38 aquarelles, représente les évènements de la guerre d'indépendance des États-Unis, et rend hommage au premier président des États-Unis et à la nation américaine en général. La série est exposée à la Bibliothèque du Congrès à Washington en 1934, et conduit le gouvernement américain à décerner à Szyk une nouvelle décoration : la George Washington Bicentennial Medal,.

### LaHaggada. Départ pour Londres. Exposition internationale de New York

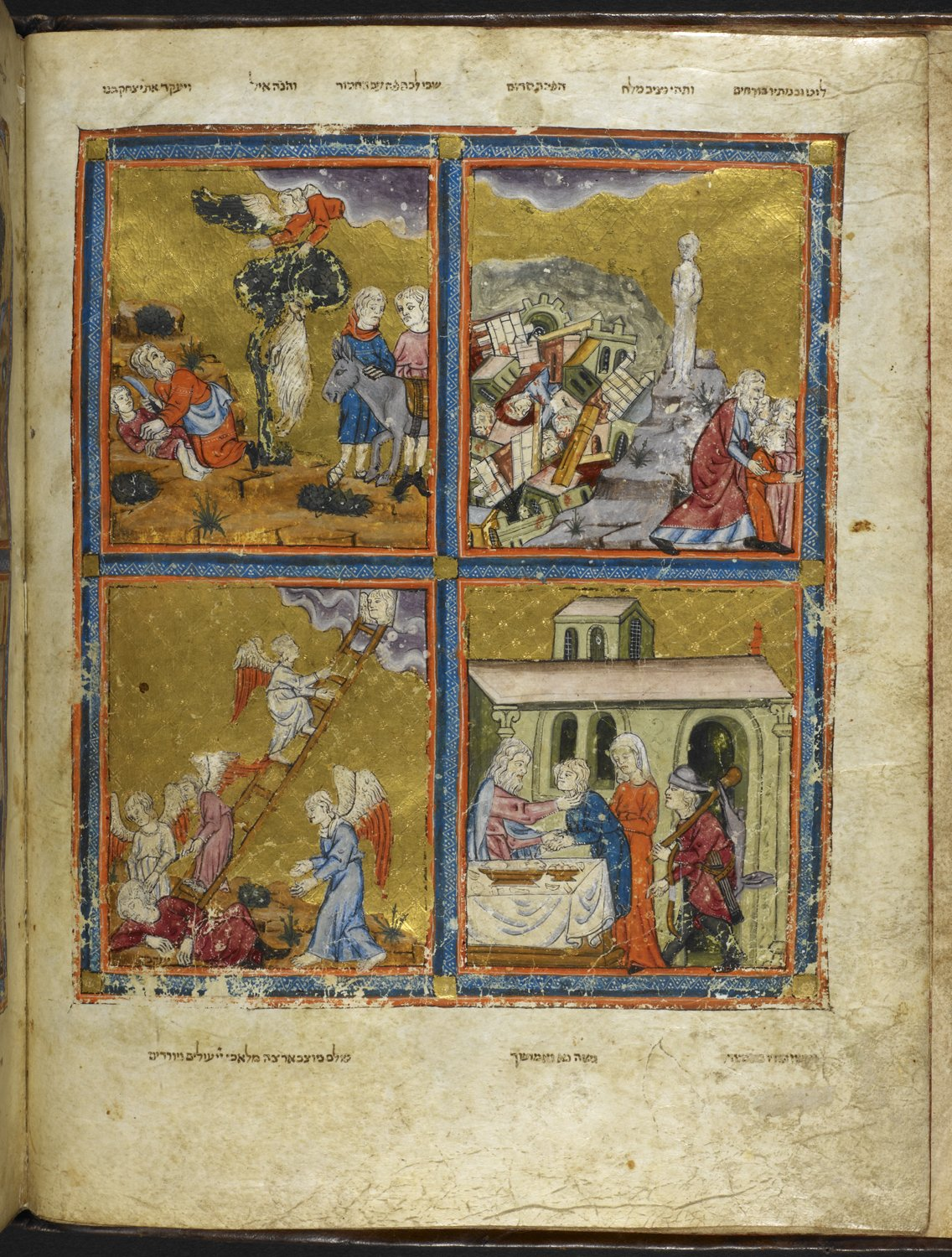
Page de la Haggada. Manuscrit du XIVe siècle

Les dessins et les peintures de Szyk deviennent encore plus engagés politiquement après l'accession de Hitler au pouvoir en 1933. Szyk commence à dessiner des caricatures du Führer dès 1933 ; la première est sans doute un dessin au crayon, où il est représenté comme un nouveau pharaon. Ces dessins anticipent une autre grande série d'illustrations de Szyk, la Haggada, qui est considérée comme son magnum opus.
La Haggada est un texte important et populaire de la culture et de la religion juive, décrivant 'Exode hors d'Égypte des Enfants d'Israël ; ce texte est lu chaque année durant le Séder. Szyk l'illustre de 48 dessins entre 1932 et 1938, et l'évolution de la situation politique en Allemagne l'amène à introduire des références contemporaines, dessinant en particulier, pour la parabole des quatre enfants, le « méchant fils » sous les traits d'un homme au costume allemand et à la moustache hitlérienne. La version originale était encore plus explicite, montrant des serpents arborant des swastikas, et les portraits de Hermann Göring et de Joseph Goebbels.
Lorsque Szyk se rend à Londres en 1937 pour superviser la publication de l'ouvrage, laquelle durera trois ans, il doit accepter de nombreux compromis, et en particulier supprimer les swastikas : il n'est pas clair que cela soit dû à l'éditeur ou aux pressions des politiciens britanniques partisans de la politique d'apaisement vis-à-vis de l'Allemagne. Finalement, la Haggada est publiée à Londres en 1940 ; elle est dédiée au roi George VI. L'ouvrage est très favorablement accueilli par la critique ; selon The Times, il est « digne de figurer parmi les plus beaux livres que la main de l'homme ait jamais produit »,.
La dernière présentation importante des travaux de Szyk avant que la guerre éclate est celle de ses peintures à la exposition universelle de New-York, qui s'ouvre en avril 1939. Les vingt tableaux de Szyk, exposés dans le pavillon de la Pologne, montrent les contributions polonaises à l'histoire des États-Unis, et diverses relations entre les deux pays.

## Szyk durant la Seconde Guerre mondiale

### Début de la guerre
Lors du déclenchement de la Deuxième Guerre mondiale, Szyk est à Londres, où il supervise la publication de sa Haggada, et crée et expose de nouvelles œuvres. Il réagit immédiatement à l'invasion de la Pologne, exposant en janvier 1940 une série de 72 caricatures intitulée Guerre et "Kultur" en Pologne à la Fine Art Society de Londres. Cet ensemble est jugé très favorablement par la critique ; le chroniqueur du Times écrit :
« Trois thèmes dominent l'exposition : la brutalité des Allemands – et la sauvagerie plus primitive des Russes, l'héroïsme des Polonais, et la souffrance des Juifs. L'effet cumulatif est d'une immense puissance, car rien ne semble provenir d'un jugement hâtif, mais participe de la poursuite obstinée d'un mal si fermement appréhendé qu'il peut être traité d'une manière satisfaisante d'un point de vue artistique. ».
Szyk se met alors à dessiner de plus en plus de caricatures des puissances de l'Axe et de leurs chefs, et sa popularité va grandissant. En 1940, la maison d'édition américaine G. P. Putnam's Sons lui offre de publier une collection de ses dessins. Szyk accepte, et le résultat est l'album The New Order (Le nouvel Ordre), publié en 1941, après l'arrivée de Szyk en Amérique, mais avant que les États-Unis entrent en guerre.
L'aspect le plus caractéristique des caricatures de Szyk est qu'il se concentre sur la présentation des ennemis, et ne représente que rarement les soldats ou les chefs des Alliés. Ceci distingue son travail de celui des autres caricaturistes de cette époque, et persistera jusqu'à la fin de la guerre .

### Caricatures de guerre aux États-Unis

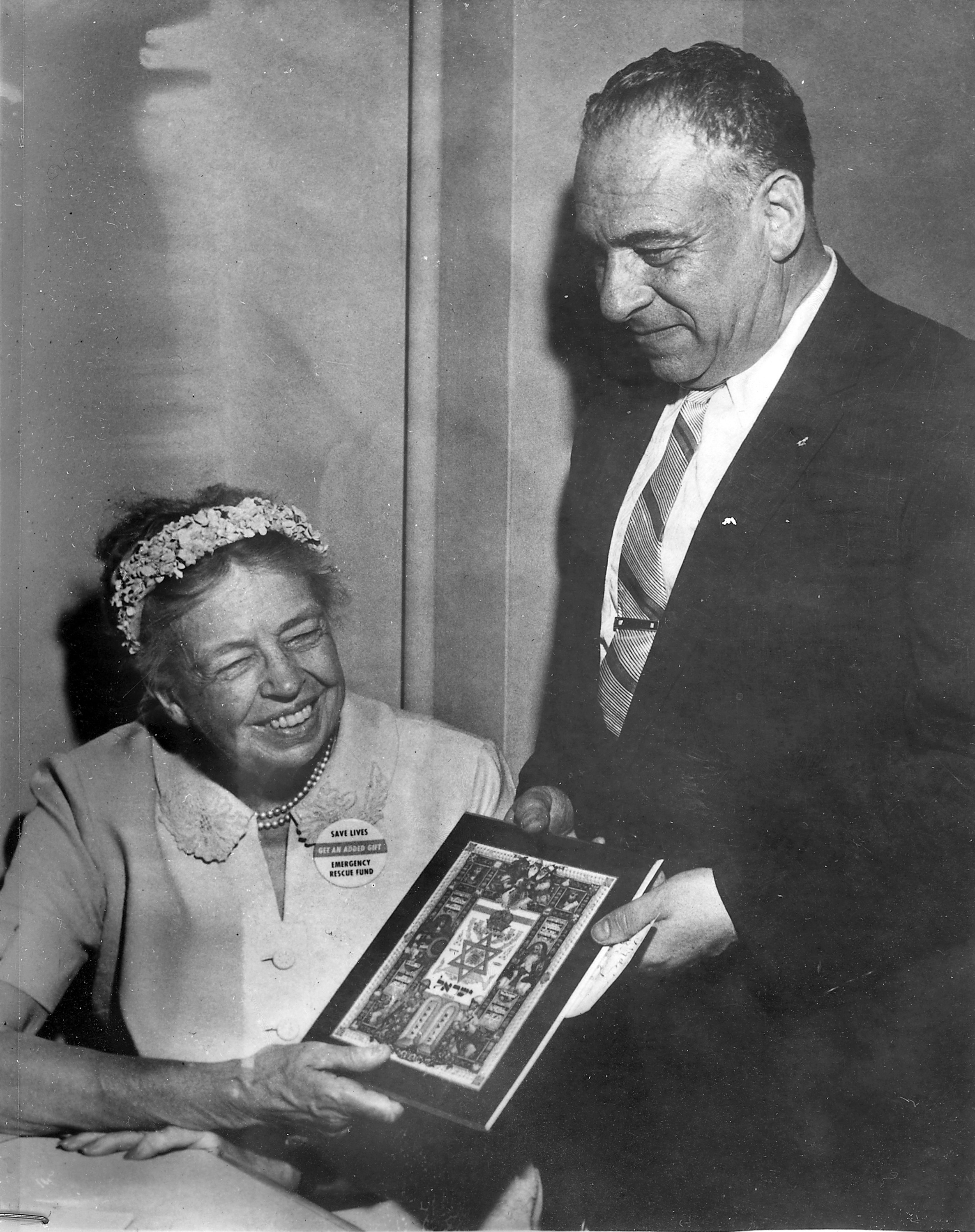
Offre d'un ouvrage d'Arthur Szyk à Eleanor Roosevelt en 1956

Au début de juillet 1940, Arthur Szyk quitte l'Angleterre pour les États-Unis, soutenu par le gouvernement britannique et le gouvernement polonais en exil, avec mission de porter à la connaissance du public américain la lutte des nations britannique et polonaise contre le nazisme. Il est d'abord accueilli avec enthousiasme au Canada, les médias parlant de son engagement dans la lutte contre l'Allemagne nazie, le Morning Herald (basé à Halifax) allant même jusqu'à affirmer que sa tête est mise à prix par Hitler. En décembre 1940, Szyk, sa femme et sa fille arrivent à New York, où ils vivront jusqu'en 1945. Son fils s'était quant à lui enrôlé dans les Forces françaises libres commandées par Charles de Gaulle.
Peu de temps après son arrivée, Szyk s'inspire du discours sur l'état de l'Union prononcé par Roosevelt en 1941 et intitulé Four Freedoms pour illustrer les quatre libertés, deux ans avant le travail analogue de Norman Rockwell ; ces illustrations seront utilisées comme timbres durant la guerre, et pour une récompense, la Four Freedoms Award, décernée à Harry Truman, George Marshall, et Herbert H. Lehman.
Szyk devient un artiste extrêmement populaire dans son nouveau pays, tout particulièrement après l'attaque de Pearl Harbor et l'entrée en guerre des Américains. Ses caricatures des chefs des puissances de l'Axe (Hitler, Mussolini, Hirohito) apparaissent pratiquement partout : dans des journaux, des magazines (y compris Time, Esquire, et Collier's), sur des posters, des cartes postales et des timbres, dans des publications laïques, religieuses et militaires, sur des édifices publics. Il dessinera également des affiches publicitaires pour Coca-Cola et US Steel, et expose dans de nombreuses galeries, ainsi qu'à la Philadelphia Art Alliance (en), au Brooklyn Museum, au California Palace of the Legion of Honor de San Francisco, et à la Maison-Blanche. Durant les années de guerre, ce sont plus de 25 expositions qui seront organisées aux États-Unis ; à la fin de la guerre, en 1945, son dessin Two down and One to go(Deux tombés, un à suivre) est utilisé dans un film de propagande appelant les soldats américains à un dernier effort face au Japon. Selon le magazine Esquire, les posters des dessins de Szyk étaient plus populaires encore que ceux des pin-ups sur les murs des bases militaires américaines. Ses travaux sont également loués par les critiques. Dès 1941, Thomas Craven écrit en quatrième de couverture de The New Order qu'il « ne fait pas de cartoons, mais de véritables tableaux remarquablement composés, qui font penser, par leurs qualités décoratives, aux illustrations inspirées des anciens manuscrits religieux. Ses dessins sont ramassés comme des bombes, extraordinairement lucides, de tracé ferme et incisif, et mortellement précis (…) Ce sont des documents remarquables »

Les dessins de Szyk jouent un rôle important dans la propagande de guerre américaine. Reconnaissant ses services dans la lutte contre le nazisme, le fascisme et l'agression japonaise, Eleanor Roosevelt a dit de lui : « C'est une guerre personnelle de Szyk contre Hitler, et je ne pense pas que M. Szyk la perdra » . Elle lui donna aussi le surnom de one-man army (« armée d'un seul homme »), qui allait lui rester. Szyk lui-même disait souvent qu'il était un « soldat de l'art », que l'art n'était pas son but, mais son outil, et qu'il n'était qu'un « juif priant à l'aide de son art ».
De façon générale, Szyk se sentait bien dans son nouveau pays, écrivant « J'ai enfin trouvé le foyer que j'avais toujours cherché. Ici, je peux parler de ce que mon âme ressent. Il n'y a pas d'autre lieu sur Terre où l'on ressent la liberté et la justice comme en Amérique. ».

### Critique des Alliés
Malgré son opposition farouche au nazisme durant la guerre, Szyk n'évite pas les sujets qui risquent de présenter les Alliés sous un jour moins favorable. Il critique la politique britannique au Moyen-Orient, en particulier l'imposition de quotas à l'immigration juive en Palestine. Bien que le gouvernement britannique ait en principe prévu la création d'un État juif par la déclaration Balfour de 1917, la House of Commons, en mai 1939, fit promulguer le Livre blanc, qui limitait le nombre des immigrants en Terre Sainte à 10 000 par an, ce qui devait avoir de tragiques conséquences pour le destin des juifs d'Europe sous la domination d'Hitler.
Szyk critique également la passivité des organisations juives américaines face à la tragédie vécue par les juifs d'Europe. Il soutient Hillel Kook (en), qui mène une campagne de propagande destinée à alerter l'opinion américaine sur le sort des juifs, illustrant par exemple les publicités de son groupe parues dans le The New York Times. Il ne minimise également pas les tensions raciales aux États-Unis ; ainsi, l'un de ses dessins représente deux soldats américains (un blanc et un noir) escortant des prisonniers de guerre allemands ; le blanc demande : « Que ferais-tu de Hitler ? » et le noir répond « Je le changerais en nègre et le déposerais quelque part aux États-Unis. »
L'attitude de Szyk envers sa Pologne natale est ambivalente. Bien que se considérant juif et polonais, montrant dans ses dessins les souffrances des Polonais de toutes origines sous l'occupation allemande et bénéficiant, du moins au début de la guerre, des subventions du gouvernement polonais en exil, il présente également ce gouvernement sous un jour défavorable, en particulier vers la fin de la guerre. Dans un célèbre dessin de 1944, un groupe de politiciens polonais est montré s'opposant à Roosevelt, Joseph Staline, et à l'« agent bolchevique » Winston Churchill, tout en adhérant aux vues du père Charles Coughlin, connu pour ses idées antisémites, à la « démocratie nationale » et au « socialisme national ». Vers 1943, Szyk, ancien combattant de la guerre soviéto-polonaise, change d’opinion concernant l’URSS, et son admiration pour elle ne cesse plus de croître après l'invasion allemande de 1941 ; ses dessins de 1944 montrent déjà un soldat de l'Armée du Peuple de Pologne (en) (soutenue par Moscou) libérant la Pologne aux côtés d'un soldat soviétique.

### Illustrations de livres
Bien que les caricatures constituent la plus grande partie du travail Szyk durant la guerre, il continue à développer ses autres activités artistiques. En 1940, l'éditeur américain George Macy, qui avait vu ses illustrations de la Haggada à une exposition à Londres, lui demande d'illustrer les Rubaiyat, une collection de poèmes de Omar Khayyám. En 1943, il commence à illustrer le Livre de Job, qui sera publié en 1946 ; il illustre également des recueils de contes de fées de Hans Christian Andersen et de Charles Perrault en 1945.

## Les dernières années
En 1945, Arthur Szyk et sa famille emménagent à New Canaan (dans le Connecticut), où ils vivront jusqu'à sa mort. La fin de la guerre le délivre de son devoir de combattre le nazisme par ses caricatures, dont une vaste collection est publiée sous forme de livre en 1944 sous le titre Ink and Blood (Sang et encre). Szyk revient alors aux illustrations de livres, travaillant par exemple sur les Contes de Canterbury de Geoffrey Chaucer et surtout sur des livres « bibliques », comme le Pathways through the Bible (Chemins à travers la Bible) de Mortimer J. Cohen (1946), le Livre de Ruth (1947), The Ten Commandments (Les Dix Commandements) (1947), The Story of Joseph and his Brothers (l'histoire de Joseph et ses frères) (1949). Certains des livres illustrés par Szyk furent publiés à titre posthume, comme The Arabian Nights Entertainments (Divertissements des nuits arabes) (1954) et le Livre d'Esther (1974).
Il est également mandaté par Kasimir Bileski (en), entrepreneur canadien et expert philatéliste, pour illustrer la série des timbres consacrés aux Nations unies.
Le 22 mai 1948, Szyk reçoit la nationalité américaine, mais il déclare avoir vécu le jour le plus heureux de sa vie une semaine plus tôt, le 14 mai, jour de la déclaration d'indépendance d'Israël. Arthur Szyk commémore cet évènement en créant une version richement enluminée du texte hébreu de la déclaration d'indépendance ; deux ans plus tard, le 4 juillet 1950, il expose également le texte enluminé de la déclaration d'indépendance des États-Unis.
Il continue son engagement politique en critiquant le maccarthysme (l'atmosphère de suspicion omniprésente de sympathie envers le communisme parmi les cercles académiques et intellectuels américains) et le racisme. Un fameux dessin de 1949 représente deux membres armés du Ku Klux Klan s'approchant d'un Afro-américain attaché ; la légende en est « Ne leur pardonnez pas, Seigneur, car ils savent ce qu'ils font. » Ces critiques lui valurent d'être interrogé par le House Un-American Activities Committee, qui l'accusa d'être membre d'organisations suspectes, comme le Joint Ant-Fascist Refugee Committee. Cependant, Szyk rejeta ces accusations dans un document écrit.
Arthur Szyk meurt d'une attaque cardiaque à New Canaan le 13 septembre 1951. Son éloge funèbre est prononcé par le rabbin Ben Zion Bokser (en), qui dit de lui « Arthur Szyk était un grand artiste. Dieu lui avait donné une sensibilité rare à la beauté, et un talent rare pour lui donner une représentation graphique ; il utilisa ces dons pour créer un ensemble d'œuvres magnifiques dont la splendeur vivra pour toujours dans l'histoire de l'art. Mais Arthur Szyk était plus qu'un grand artiste ; c'était un grand homme, un chevalier de la justice, un guerrier intrépide au service de toutes les causes humanitaires. Son art était son outil, et il l'utilisa brillamment. C'était dans ses mains l'arme d'un combat pour tout ce qui était cher à son cœur »

## Héritage

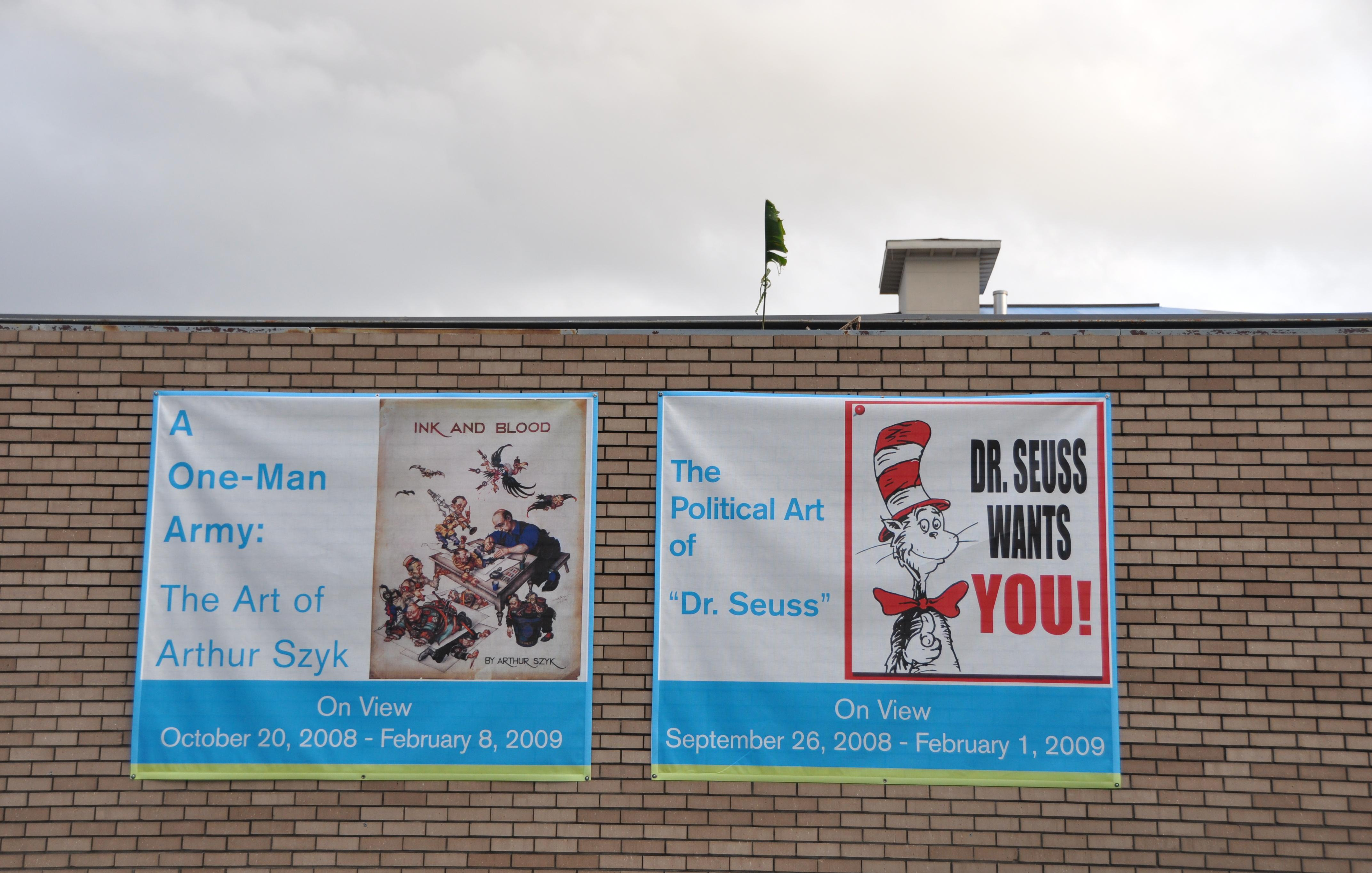
Exposition des œuvres d'Arthur Szyk au

L'immense popularité dont jouissait Szyk aux États-Unis de son vivant s'estompe graduellement après sa mort. Des années 1960 à la fin des années 1980, ses œuvres sont rarement exposées dans les musées américains. Cela change en 1991 lorsque la Arthur Szyk Society s'installe dans le comté d'Orange, en Californie. La Société est fondée par George Gooche, qui a découvert des travaux inédits de Szyk et organisé l'exposition "Arthur Szyk – Illuminator" à Los Angeles. En 1997, le siège de la Société est transféré à Burlingame, et un nouveau bureau est élu, dirigé par le rabbin, curateur et antiquaire Irvin Ungar. La Société organise des conférences et de nombreuses expositions des œuvres de Szyk dans les villes américaines au cours des années 1990, et publie ses livres.
En Europe, Arthur Szyk sombra dans l'oubli après la guerre, même dans sa Pologne natale, où une seule exposition de ses œuvres eut lieu en 2005, organisée par la Arthur Szyk Society américaine ; d'autres expositions ont eu lieu en Allemagne en 2008 à Berlin et en 2009 à Hanovre.